# Andslimoen
Andslimoen is een plaats in de Noorse gemeente Målselv, provincie Troms. Andslimoen telt 543 inwoners (2007) en heeft een oppervlakte van 0,76 km².